# Fosse de la Cuvette
La fosse de la Cuvette de la Compagnie des mines d'Anzin est un ancien charbonnage du bassin minier du Nord-Pas-de-Calais, situé à Escaudain. La fonçage commence en 1886. Dotée d'installations modestes et n'étant pas reliée au rail, la fosse n'assure que le service et l'aérage. Une cité a été bâtie près de ses installations de surface. Le puits est définitivement abandonné en 1941, puis les installations sont détruites.
Au début du XXIe siècle, Charbonnages de France matérialise la tête du puits de la Cuvette. Le carreau de fosse est devenu un espace vert, et les cités ont été rénovées.

## La fosse

### Fonçage
Le fonçage du puits de la Cuvette par la Compagnie des mines d'Anzin commence en 1886 à Escaudain. L'orifice du puits est situé à l'altitude de 43 mètres. Le terrain houiller est atteint à la profondeur de 88 mètres.

### Exploitation
Bien que située à quelques centaines de mètres de la ligne de Lourches à Valenciennes et de la ligne de Somain à Péruwelz, la fosse n'est pas reliée au rail,. La fosse de la Cuvette est située à 1 540 mètres à l'ouest-nord-ouest de la fosse Renard de Denain, à 1 920 mètres au sud-sud-est de la fosse Audiffret-Pasquier, et à 1 426 mètres au nord-est de la fosse de Rœulx, ces deux fosses étant située à Escaudain. Occupant une position centrale et équipée d'installations modestes, la fosse de la Cuvette n'extrait pas mais assure le service et l'aérage.
Le puits est définitivement abandonné en 1941, soit cinq ans avant que la Compagnie des mines d'Anzin ne soit nationalisée, et n'intègre le Groupe de Valenciennes.

### Reconversion
Au début du XXIe siècle, Charbonnages de France matérialise la tête du puits de la Cuvette. Le BRGM y effectue des inspections chaque année. Le carreau de fosse est un espace vert.

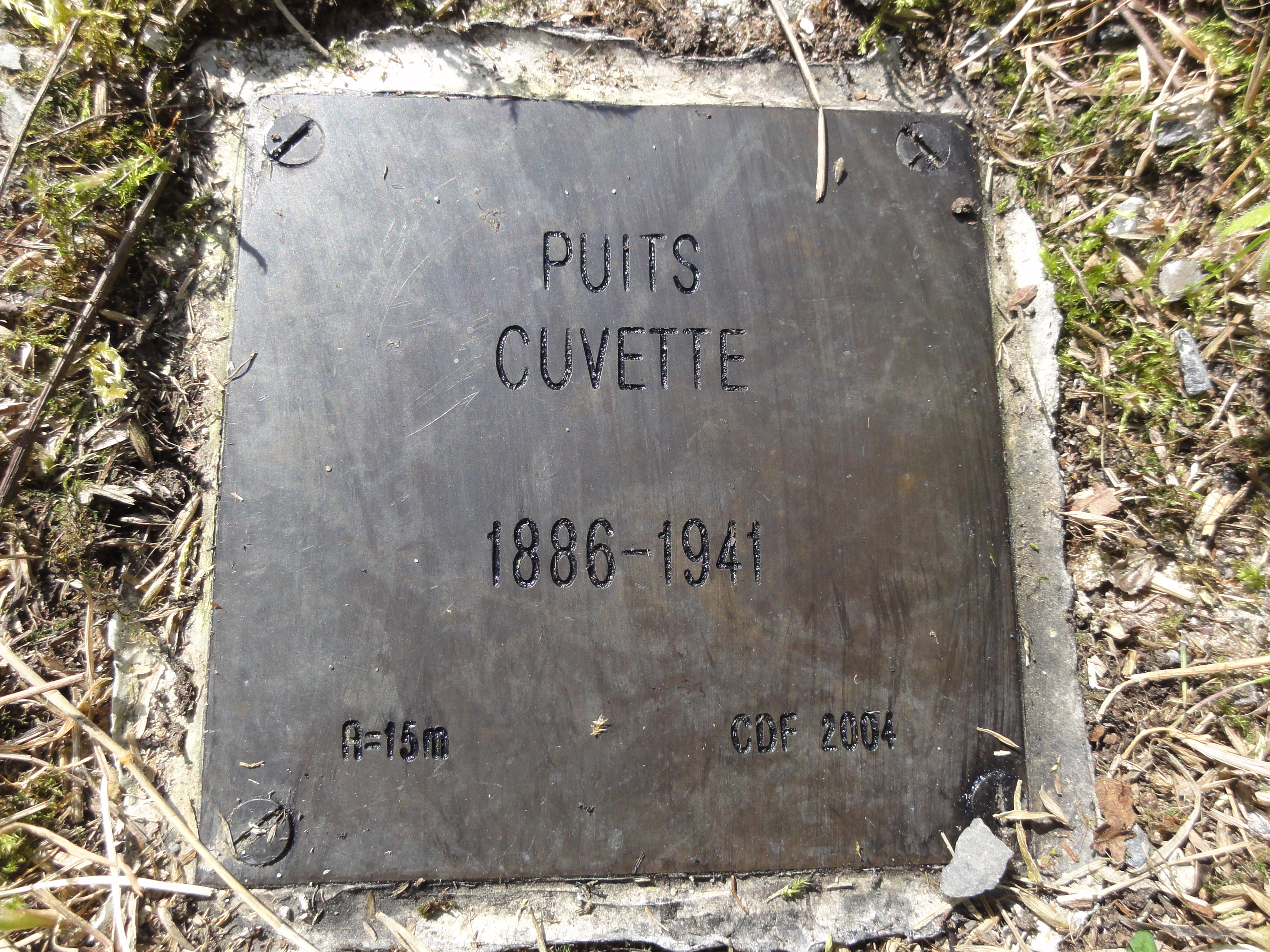
« Puits Cuvette, 1886-1941 ».
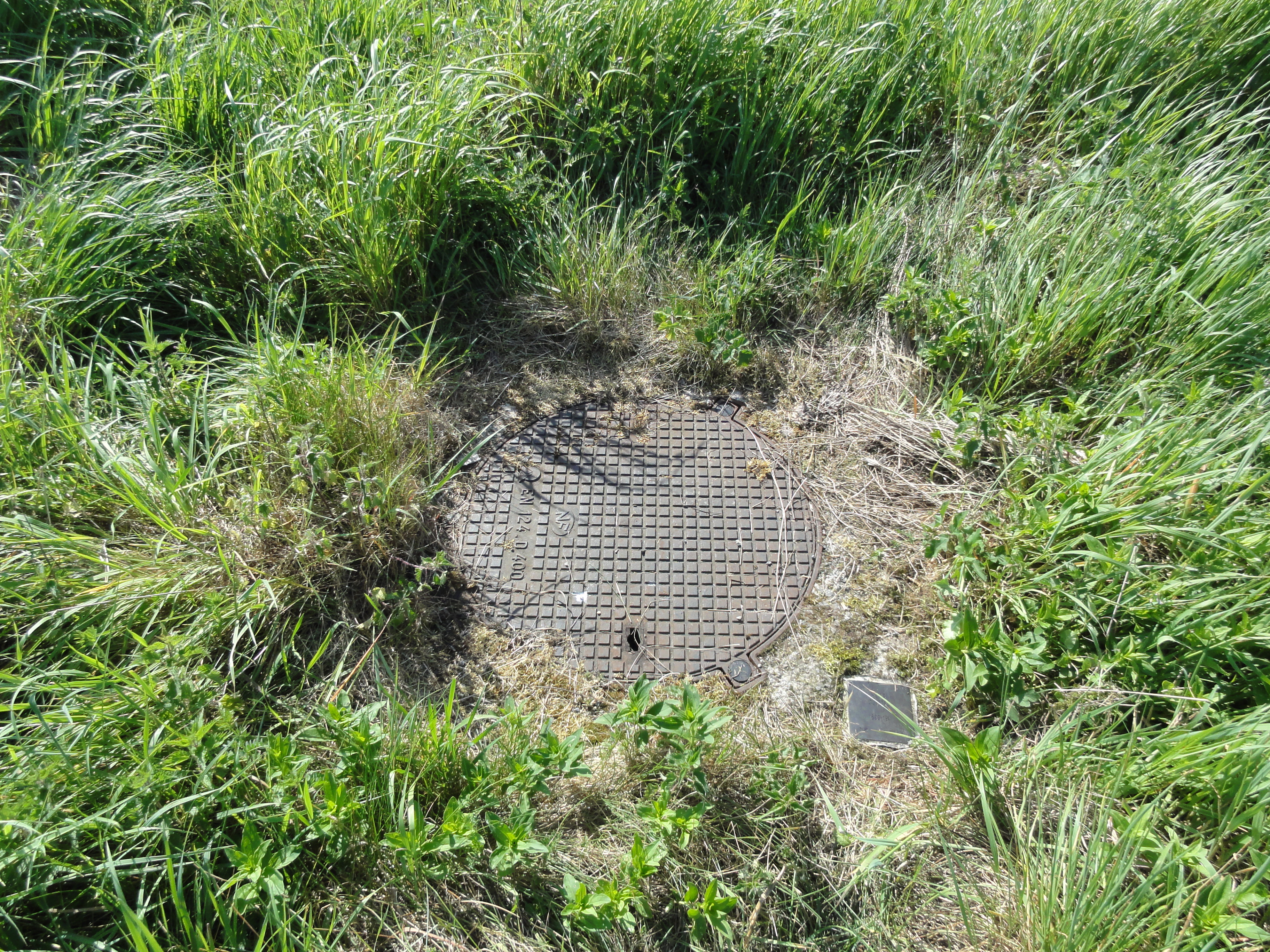
La tête de puits matérialisée.
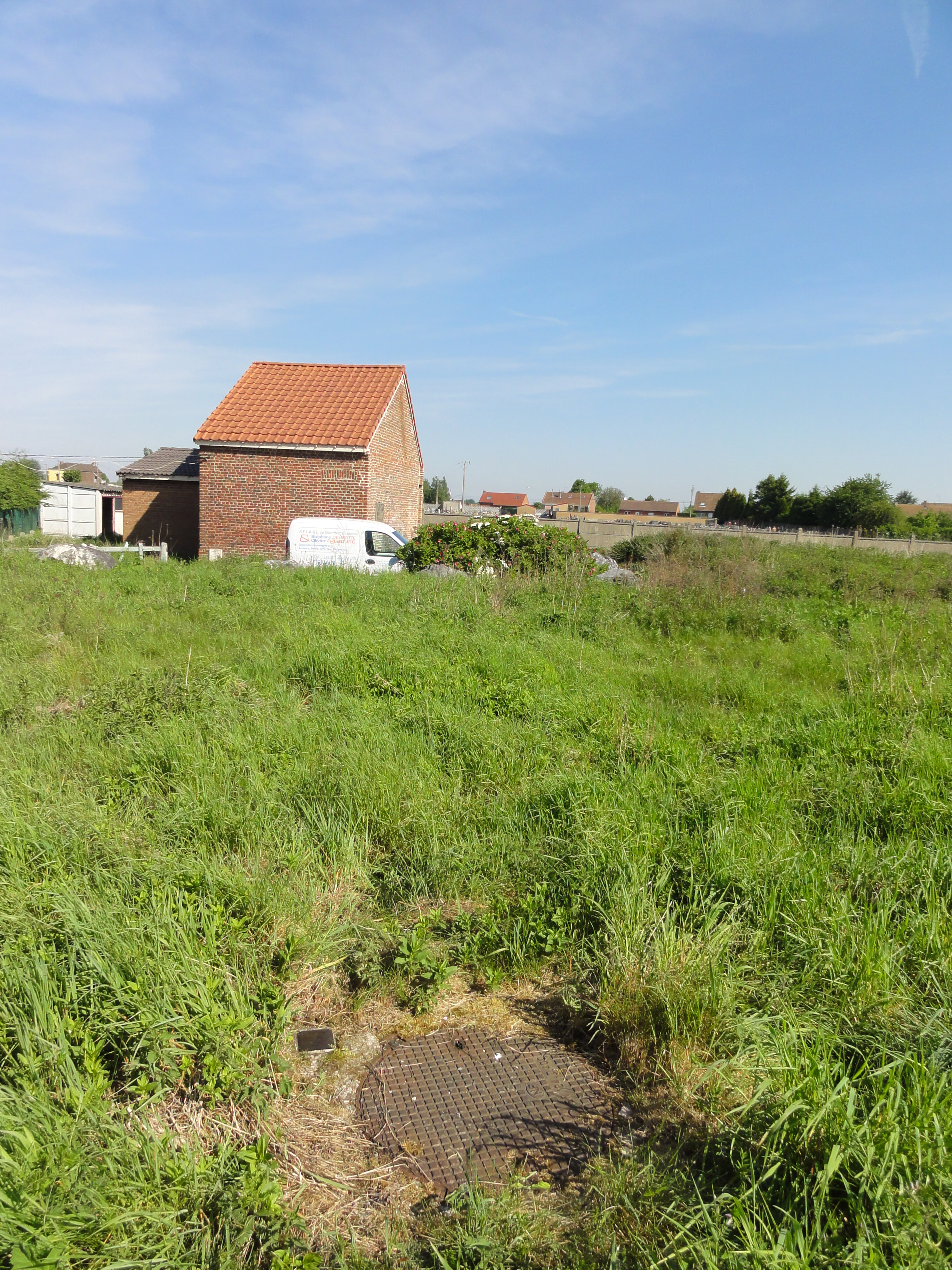
Le puits dans son environnement.
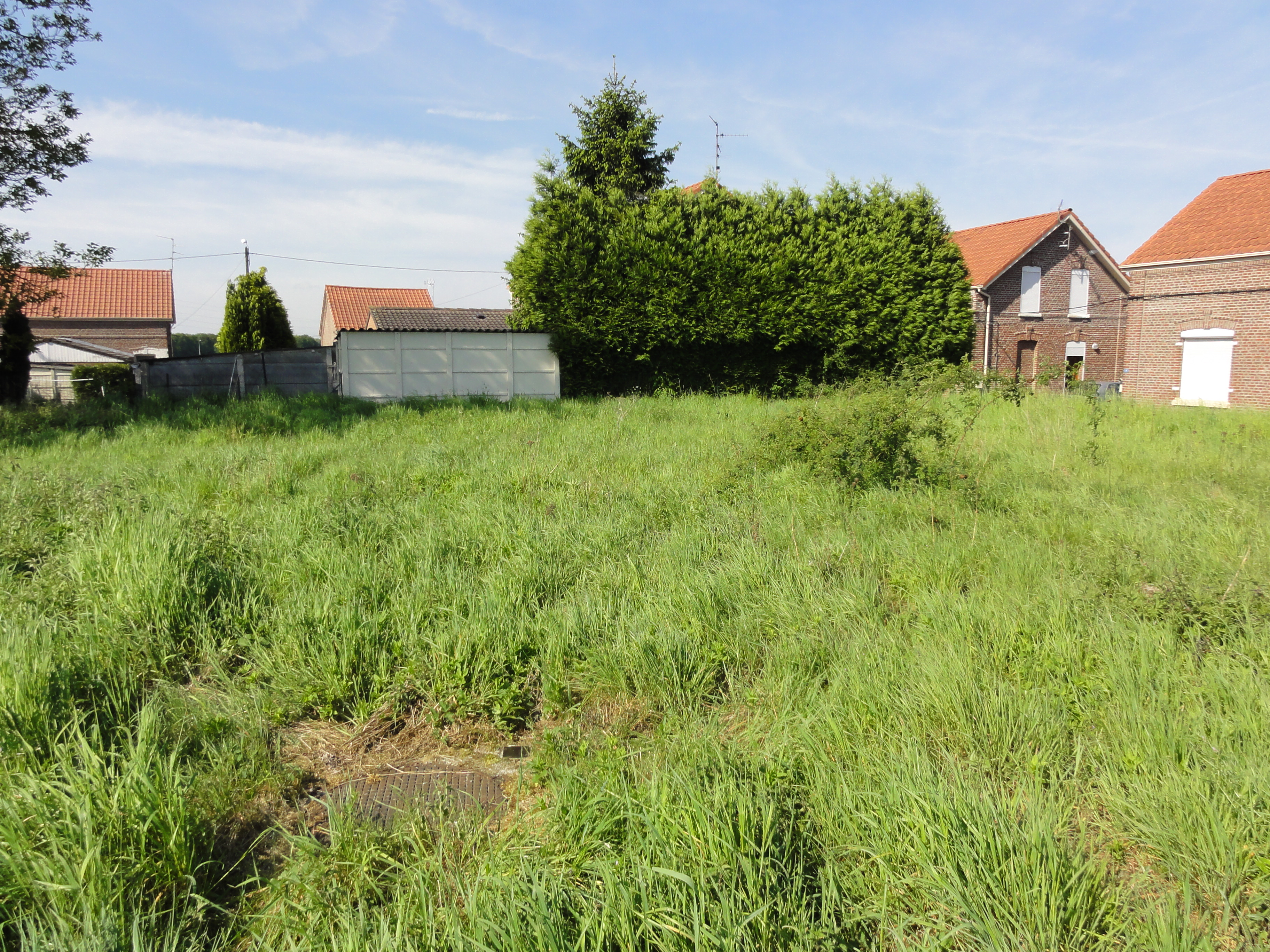
Le puits dans son environnement.
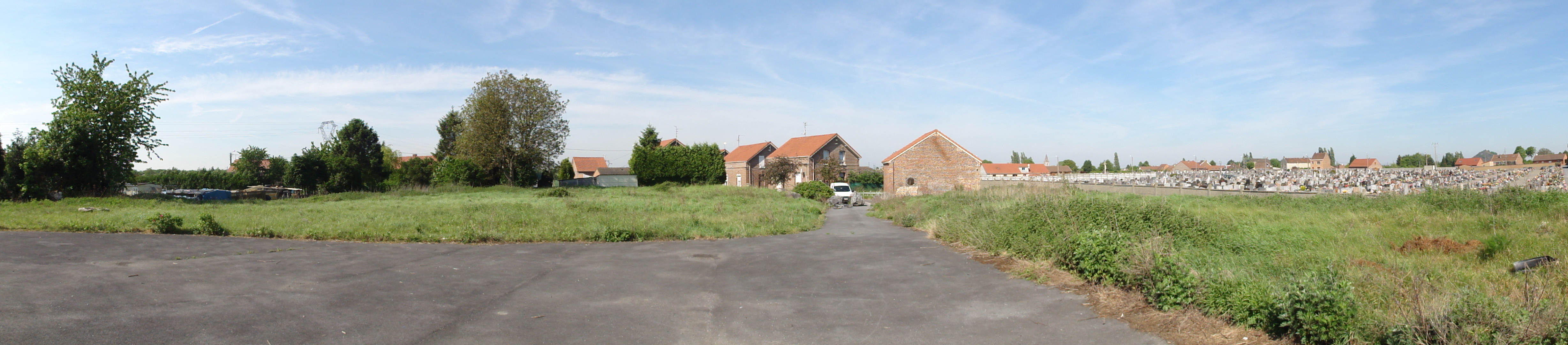
Le carreau de fosse en 2011.

## La cité

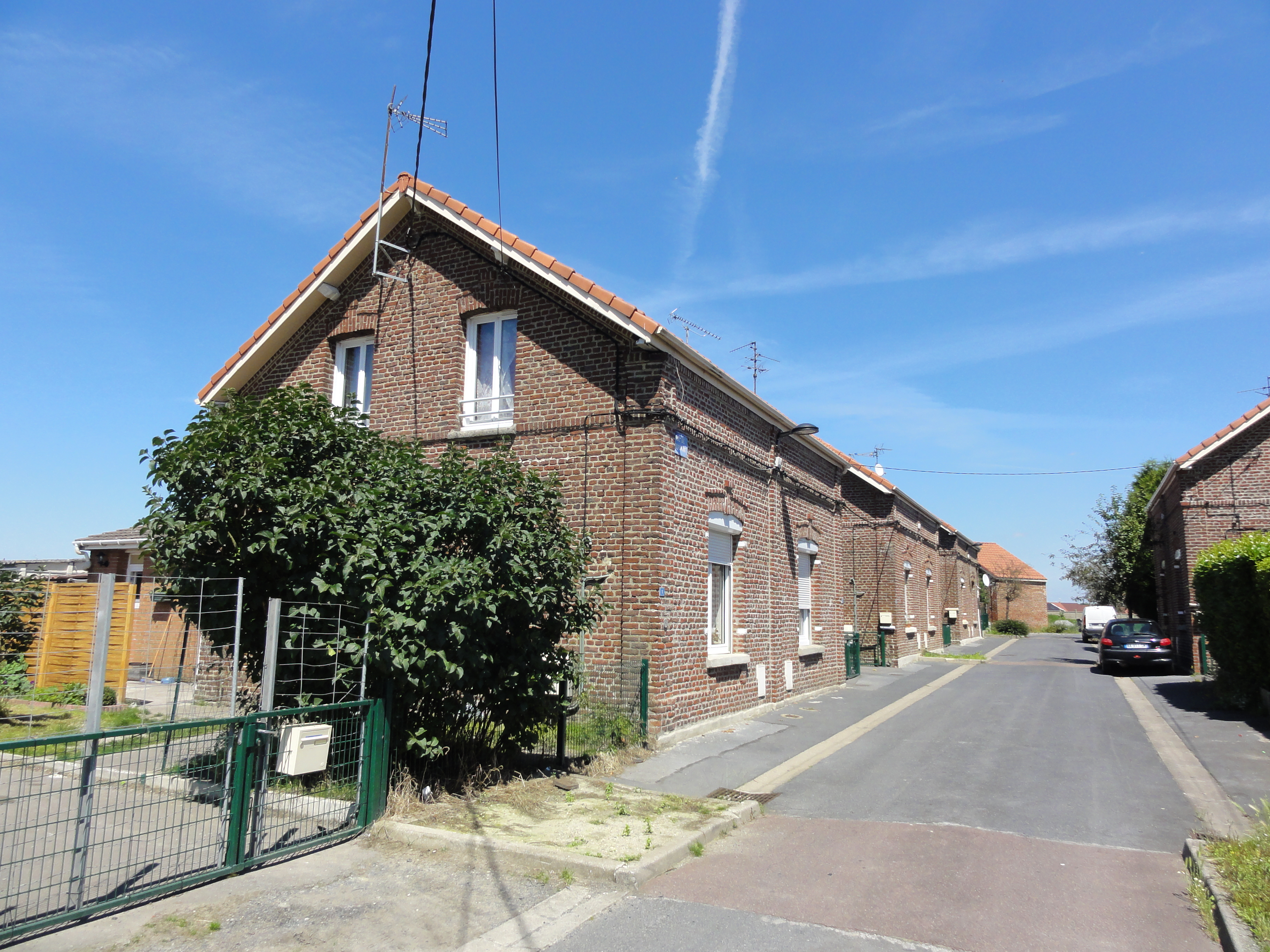
La cité.

La cité de la Cuvette a été bâtie près de la fosse, et est constituée d'habitations typiques de la Compagnie d'Anzin, groupées par deux.